# Pyeng Threadgill
| Pyeng Threadgill                          | Pyeng Threadgill                          |
| Kattints az alábbi külső linkek egyikére! | Kattints az alábbi külső linkek egyikére! |
| ----------------------------------------- | ----------------------------------------- |
| Nem található szabad kép.(?)              |                                           |
| külső link · jogvédett                    | Pyeng Threadgill                          |

Pyeng Threadgill (New York, 1977. november 14. –) amerikai blues-, dzsessz- és soulénekesnő, dalszerző.

## Pályakép
Pyeng Threadgill New York-i Lower East Side-on született. Szülei az Urban Bush Women tánccsoport alapító tagjai. Threadgill az Oberlin Conservatory of Musicon klasszikus zenét tanult. Az énekesnőt már tinédzser korában az avantgárd tánc- és színházi pálya érdekelt. Elnyerte a Mellon ösztöndíjat, és Brazíliában is tanult zenét.
2004-ben Threadgill megszerezte első szerződését, és a független Random Chance Recordson keresztül kiadta debütáló albumát (Sweet Home: Pyeng Threadgill Sings Robert Johnson). Az album 11 Robert Johnson dal feldolgozásait tartalmazza, mindegyiket más-más zenei műfajban. Egy évvel később megjelent második albuma, az Of The Air, amely a The Cure brit rockzenekar „Close to Me” című számának feldolgozását is tartalmazza. A megjelenést európai körút követte.
Rendszeresen fellépett különböző New York-i helyszíneken, mielőtt a kaliforniai Berkeley-be költözött.
Threadgill szerepelt a Fillmore Jazz Festival színpadán, és fellépett a Montreal Jazz Fesztiválon, a Detroit Institute of The Artson, a Sun Side Jazz Clubban Párizsban. 2006-ban szerepelt egy dokumentumfilmben Youssou N'Dour főszereplése mellett (Retour à Gorée).
Több évnyi fellépés és lánya nevelése után Threadgill írt egy művet olyan szerzők novellái alapján, mint Jamaica Kincaid és Bruno Schulz.
A Portholes To A Love & Other Short Stories című dalciklusa 2008-ban a New York Foundation for the Artstól zeneszerzészői ösztöndíjat kapott. Ez lett az alapja harmadik albumának, amelyet 2009-ben adott ki.
2010-ben Threadgill fellépett a Clifford Brown Jazz Festivalon. Együttműködik Marc Cary zongoraművésszel, valamint különböző színházi projektekkel.

## Albumok
- 2004: Sweet Home: Pyeng Threadgill Sings Robert Johnson
- 2005: Of The Air
- 2009: Portholes To A Love & Other Short Stories
- 2018: Head Full Of Hair, Heart Full Of Song

## Filmek
- Pyeng Threadgill az IMDb-n

## Díjak
?

## Fordítás
Ez a szócikk részben vagy egészben  a   Pyeng Threadgill című angol Wikipédia-szócikk ezen változatának fordításán alapul.  Az eredeti cikk szerkesztőit annak laptörténete sorolja fel. Ez a jelzés csupán a megfogalmazás eredetét és a szerzői jogokat jelzi, nem szolgál a cikkben szereplő információk forrásmegjelöléseként.